# عدنان أبو حسن
عدنان أبو حسن (بالملايوية: Adnan Abu Hassan)‏ هو موسيقي وملحن ماليزي، ولد في 6 يناير 1959 في ألور ستار في ماليزيا، وتوفي في 18 مارس 2016 بسبب نوبة قلبية.

## وصلات خارجية
- عدنان أبو حسن على موقع IMDb (الإنجليزية)
- عدنان أبو حسن على موقع ديسكوغز (الإنجليزية)